# Sinéad O'Connor
Shuhada' Sadaqat,  (Dublín, 8 de diciembre de 1966-Londres, 26 de julio de 2023) nacida como Sinéad Marie Bernadette O'Connor y conocida como Sinéad O'Connor, fue una cantante, compositora, música y activista irlandesa. Su álbum de estudio debut, The Lion and the Cobra (1987), tuvo éxito internacional. Su segundo álbum de estudio, I Do Not Want What I Haven't Got (1990), recibió críticas elogiosas tras su lanzamiento y se convirtió en su mayor éxito, vendiendo más de siete millones de copias en todo el mundo. Su sencillo principal, «Nothing Compares 2 U», fue nombrado el single número uno mundial en 1990 por los Billboard Music Awards.
Lanzó diez álbumes de estudio: Am I Not Your Girl? en 1992 y Universal Mother en 1994, ambos obtuvieron disco de oro en el Reino Unido, Faith and Courage en 2000 recibió certificación de oro en Australia, y Throw Down Your Arms en 2005 obtuvo disco de oro en Irlanda. Su obra incluyó canciones para películas, colaboraciones con muchos otros artistas y apariciones en conciertos benéficos. Sus memorias del 2021, Rememberings, se convirtieron en un superventas.
O'Connor fue conocida por su voz, su aspecto característico —frecuentemente rapado— y sus controversias personales y políticas. Era una defensora del feminismo y de la comunidad LGBT, y crítica de la Iglesia católica. En 1992, durante una actuación en Saturday Night Live, desgarró una foto del papa Juan Pablo II, en protesta por los casos de abuso sexual cometidos por miembros de la Iglesia católica, lo que provocó una gran controversia. A lo largo de su vida, luchó con su salud mental, incluyendo un trastorno bipolar diagnosticado y posteriormente retractado, y habló abiertamente sobre su abuso de sustancias e intentos de suicidio.
En octubre de 2018, anunció su conversión al islam, cambiando su nombre legal a Shuhada' Sadaqat. Continuó haciendo música bajo su nombre de nacimiento hasta 2021, cuando anunció su retiro de la música. Siguió actuando en directo hasta su muerte en julio de 2023.

## Biografía y carrera

### Primeros años e inicios artísticos
Sinéad Marie Bernadette O'Connor nació en Dublín. Recibió esos nombres por Sinéad de Valera, esposa del presidente irlandés Éamon de Valera y madre del doctor que ayudó en el nacimiento y de santa Bernadette de Lourdes. Sus padres, Jack O'Connor y Marie O'Connor, se casaron a muy temprana edad y tuvieron grandes problemas matrimoniales. Ella fue la tercera de cinco hijos y fue testigo de inestabilidades en el matrimonio que más tarde se reflejaron en una personalidad rebelde a los dogmas y convenciones. Tenía ocho años cuando sus padres se divorciaron.
Los tres hijos mayores fueron a vivir con su madre, donde los O'Connor fueron objeto de frecuentes abusos físicos. Su canción posterior "Fire on Babylon" es acerca de los efectos de su propio abuso. En 1979, Sinéad dejó a su madre y se fue a vivir con su padre y su nueva esposa. Sin embargo, su mal comportamiento escolar llevó a que fuera internada en una escuela-reformatorio a los quince años, el Centro de Capacitación de Grianan, dirigido por las Hermanas de Nuestra Señora de la Caridad. Una de las voluntarias allí era la hermana de Paul Byrne, batería de la banda In Tua Nua, quien la escuchó cantando "Evergreen" de Barbra Streisand. Con quince años O'Connor grabó una canción con ellos llamada "Take My Hand", pero no pudo unirse a la agrupación debido a que la consideraron muy joven.
En 1983, su padre la envió a Newtown School, una exclusiva escuela en Waterford con una atmósfera mucho más permisiva que Grianan. Con la ayuda y el aliento de su profesor de lengua irlandesa, Joseph Falvy, grabó un demo de cuatro canciones, dos de ellas composiciones propias, que más tarde aparecerían en su primer álbum. En el verano de 1984 formó un grupo musical llamado Ton Ton Macoute, denominado así por las milicias gubernamentales haitianas. En otoño, la banda se trasladó a Waterford brevemente, mientras O'Connor asistía a Newtown, pero pronto abandonó la escuela y los siguió a Dublín, donde su actuación recibió comentarios positivos.
El 10 de febrero de 1985 su madre falleció en un accidente de coche. Pese a la tensa relación que mantenían, la cantante describió este hecho como devastador. Poco después abandonó la banda, que permaneció junto a O'Connor, a pesar de declaraciones contrarias en entrevistas que se efectuaron más tarde, y se trasladó a Londres.
Su etapa como vocalista en Ton Ton Macoute le brindó la atención de la Industria Musical y firmó con Ensing Records. Consiguió un representante con experiencia, Fachtna O'Ceallaigh, uno de los creadores de Mother Records. Su primer trabajo después de firmar con la discográfica fue haciendo el trabajo vocal para la canción "Heroine" que escribió junto con David Howell Evans (conocido como The Edge), guitarrista de U2, y que formó parte de la banda sonora de la película Captive (El rapto de Rowena).
O'Ceallaigh había sido despedido años atrás por U2 por quejarse de ellos y hablar de más con sus comentarios sobre música y política, y O'Connor siguió pasos similares.  Hizo comentarios controvertidos sobre su simpatía por el Ejército Republicano Irlandés Provisional (IRA Provisional) de los que se retractó poco después. Más tarde, criticó a U2 por su sonido ‘bombástico’ y por ejercer una influencia mafiosa sobre la escena rock de Dublín; este problema no sería resuelto sino hasta finales de los años 90.

### 1987-1989:The Lion and the Cobra
Mick Glossop se involucró en la producción del álbum debut de la cantante. Ambos mantuvieron diferencias artísticas sobre la dirección del proyecto, dado que Glossop se inclinaba hacia un sonido que O'Connor consideraba "demasiado celta". Estas discrepancias llevaron finalmente a desechar cuatro meses de trabajo de grabación. Luego O'Connor quedó embarazada del batería John Reynolds; fue en ese momento cuando desde la discográfica la presionaron para que abortara. Tras varias discusiones, y gracias en gran parte a O'Ceallaigh, la compañía le permitió a O'Connor, para ese entonces con veinte años y embarazada de siete meses, finalizar el proyecto discográfico y producirlo ella misma.

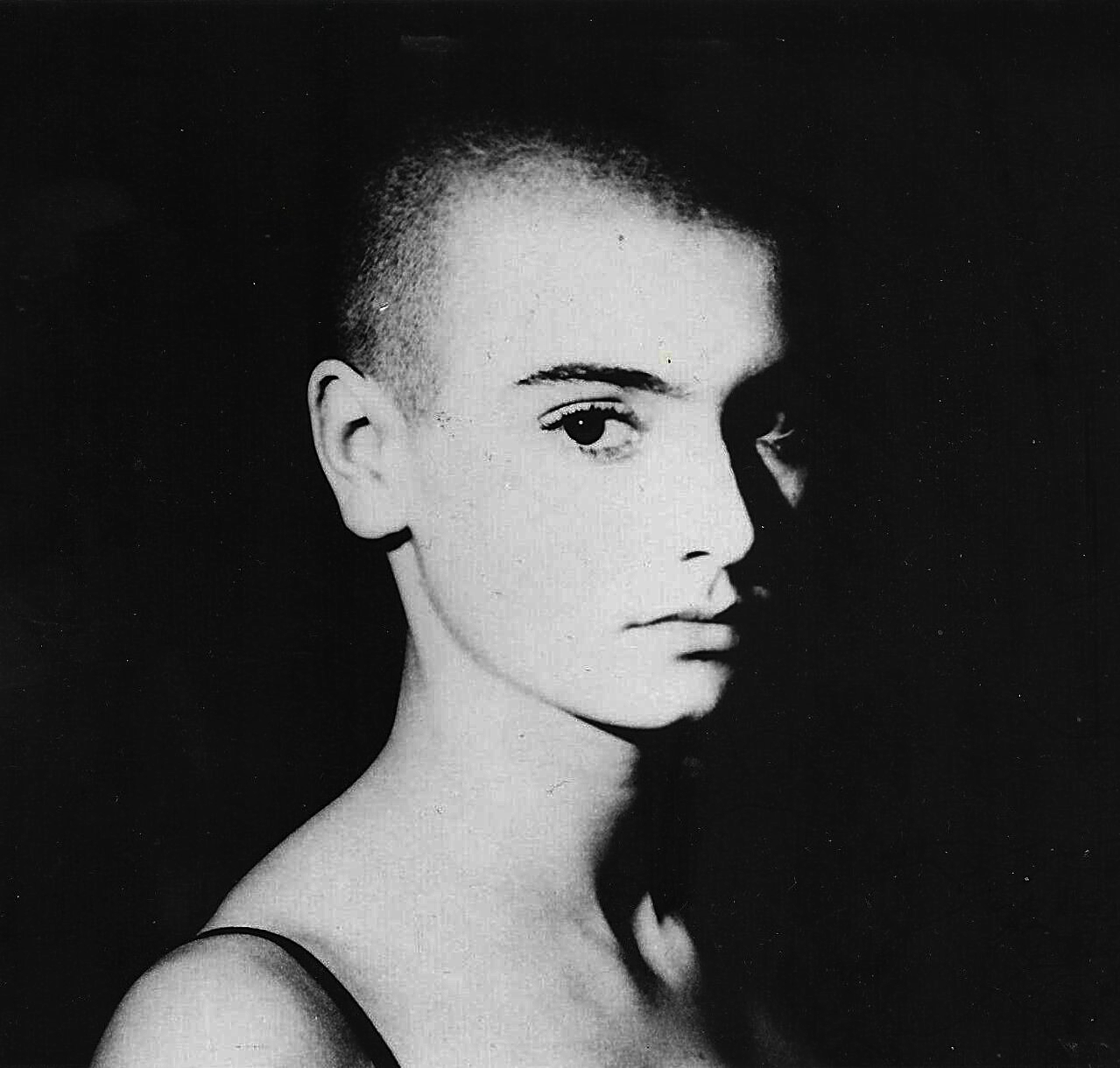
O'Connor en 1987

The Lion and the Cobra fue el nombre de su primer álbum de estudio. Salió en 1987 y obtuvo buenas críticas, que destacaron la calidad de su voz, la fuerza interpretativa y sus canciones originales. No tuvo el éxito comercial esperado debido a su indefinición dentro de un género musical, aunque por la cantidad de copias vendidas logró certificarse como disco de oro. O'Connor obtuvo una nominación en los Premios Grammy de 1989, en la categoría Mejor interpretación vocal de rock femenina.
El sencillo "Mandinka" fue un gran éxito de radio universitaria, al igual que "I want your (hands on me)", que también tuvo una buena acogida urbana con la mezcla hecha por el rapero MC Lyte y que fue usada para el vídeo musical. En su primera aparición en la red de televisión de EE. UU., en 1988, O'Connor cantó "Mandinka" en Late Night with David Letterman. La canción "Troy" fue lanzada como sencillo en Irlanda y el Reino Unido. Esta canción, que comienza suavemente, pero que aumenta su fuerza hasta un final explosivo, fue escrita como un mensaje de profundo enojo hacia su madre, a quien O'Connor había acusado de abuso; la canción emplea la historia de la antigua Troya como una metáfora; en 2002 se hizo un remix llamado "Troy (The Phoenix from the flame)", que se convirtió en un éxito dance de varios países, como Estados Unidos. O'Connor ha citado a Bob Dylan, David Bowie, Bob Marley, Siouxsie And The Banshees, y The Pretenders, como influencias.
En 1989, O'Connor hizo un dueto con Matt Johnson, vocalista de The The, en la canción "Kingdom of Rain" del álbum Mind Bomb de la banda.

### 1990-1992:I Do Not Want What I Haven't Got,Am I Not Your Girl?y Saturday Night Live
Sin embargo, la fama le llegaría en 1989 cuando lanzó su mayor éxito Nothing Compares 2 U que se añadiría en el disco que puso a la venta en 1990 I Do Not Want What I Haven't Got, mucho más comprensible que el anterior. La canción fue escrita por Prince y originalmente interpretada por The Family, una banda de su propia creación, y posteriormente interpretada junto a Rosie Gaines en 1992.
La versión de O’Connor toma un aire más nostálgico gracias al arreglo musical y la capacidad vocal de Sinéad, lo que la convirtió en un hit radical en casi todo el mundo. En Irlanda, llegó al primer lugar en julio de 1990 y se mantuvo allí durante 11 semanas; siendo el octavo mayor éxito de la década. Tuvo un éxito similar en el Reino Unido, estuvo en el número 1 durante tres semanas, y en Alemania (#1 durante 11 semanas). Inusual para una balada, la canción escaló las listas de popularidad de música rock moderna. A esto se suma un vídeo que fue éxito en MTV que consistió en un acercamiento al rostro de Sinéad mientras cantaba y al final ruedan un par de lágrimas por sus mejillas. Según O’Connor, se debe a la frase "All the flowers that you planted, Mama/All died when you went away" (Todas las flores que plantaste, mamá, murieron cuando te fuiste), debido a la compleja relación que tuvo con su madre.
El álbum I Do Not Want What I Haven't Got vendió millones de copias en todo el mundo y recibió varios discos de platino. O'Connor obtuvo cuatro nominaciones al Grammy, incluso Grabación del Año y Mejor Interpretación Vocal Pop Femenino, ganó el Grammy por Mejor Álbum de Música Alternativa, siendo la primera artista en ganar ese premio (1991 fue el primer año en que se abrió la categoría). Sin embargo, O'Connor se negó a aceptar las nominaciones y el premio argumentando: “No acepto premios que se me hayan concedido por mi éxito material. Los Grammy se dan al disco que más ha vendido, pero no al mejor artísticamente hablando. No me interesan. No quiero tomar parte en nada que anime a la gente a creer que el éxito material es importante, especialmente si eso representa que te has de sacrificar personalmente para obtenerlo.”
En 1990, se unió a muchos otros músicos a la masiva interpretación de The Wall, concierto de Roger Waters celebrado en Berlín; O'Connor cantó "Mother". Ese mismo año, también contribuyó en la versión de "You Do Something to Me" del álbum Red Hot + Blue.
El 12 y 13 de octubre de 1990 participa del concierto Desde Chile... un abrazo a la esperanza, realizado en Santiago de Chile. El evento, al que asistieron más de 150.000 personas, fue organizado por Amnistía Internacional, en el marco del término del Régimen de Augusto Pinochet. Pese al éxito en sus presentaciones en tierras chilenas, O'Connor manifestó estar pasando un momento personal muy triste, debido a la violencia que existía en su país, a causa del Conflicto norirlandés. 
En 1991, participó en álbum tributo Two Rooms: Celebrating the Songs of Elton John & Bernie Taupin con la canción Sacrifice, que fue considerada una de las mejores aportaciones al disco.
En 1992, lanza su tercer álbum, Am I Not Your Girl?. Se trata de una colección de versiones de jazz, que O'Connor describió como: "las canciones que crecí escuchando y que me hicieron querer convertirme en una cantante". Este disco no recibió tan buenas críticas como los anteriores debido al cambio de género musical, lo que sumado al incidente de Saturday Night Live (detallado más adelante), provocó que el disco vendiera solo 1,5 millones.
También en 1992 compartió su voz en los temas "Blood of Eden" y "Come talk to me" del álbum de estudio Us de Peter Gabriel.
Después de dividir su tiempo entre Londres y Los Ángeles, O'Connor regresó a su ciudad natal de Dublín a finales de 1992 para vivir cerca de su hermana y centrarse en su hijo Jake, de seis años de edad. Pasó los siguientes meses estudiando Bel canto (canto lírico, operístico) con el profesor Frank Merriman en la Escuela de Música Parnell. En una entrevista publicada el 3 de mayo de 1993, informó que su experiencia con el profesor de canto Merriman era la única terapia que estaba recibiendo, describiendo a Merriman como "el más increíble maestro en el universo".
En 1993, canta "You Made Me the Thief of Your Heart" para la banda sonora de la película En el nombre del padre, en colaboración con Bono, de U2.

### 1994-1997:Universal MotheryGospel Oak

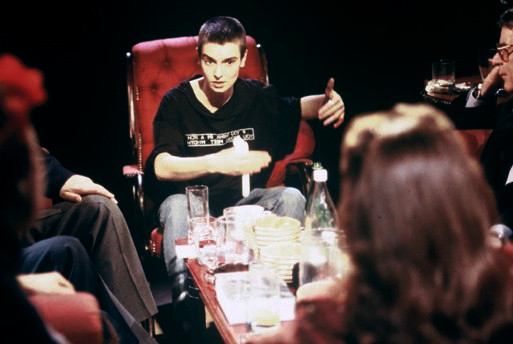
O'Connor en el programa televisivo After Dark en 1995

En 1994, lanza su cuarto álbum Universal Mother, de un estilo más convencional que el disco anterior. El primer sencillo fue "Thank You For Hearing", que tuvo un éxito moderado en el Reino Unido, pero no así en Estados Unidos, donde había sido boicoteada por la prensa. Los siguientes sencillos "Fire on Babylon" y "Famine" / "All Apologies" no tuvieron mucho éxito y el disco en general falló en devolverle a O'Connor el éxito comercial de sus primeros trabajos, aunque si recibieron nominaciones al mejor video corto en los Premios Grammy.
Ese mismo año actuó en "A Celebration: The Music of Pete Townshend and The Who". Este fue un concierto de dos noches en el Carnegie Hall, producido por Roger Daltrey de The Who en la celebración de su 50 aniversario. Un CD y un vídeo VHS del concierto se publicaron en 1994, seguido de un DVD en 1998. Participó en la gira de Lollapalooza en 1995, pero la abandonó cuando supo que estaba embarazada.
En 1996, colaboró con Richard Wright participando en su álbum solista Broken China.
En 1997, O'Connor lanzó al mercado su quinto álbum Gospel Oak, que empezaba a recordar nuevamente a la primera Sinéad O´Connor al incluir canciones basadas en una puesta en concierto acústico. Este mismo año se produce un reencuentro entre O'Connor y U2 tras aclarar las cosas, por lo que graban la canción "I am not your baby" para la banda sonora de la película "End of the Violence" (Fin de la violencia). También en 1997 lanza un disco de éxitos que vendió 2 millones de copias. En 1998, trabajó junto a Red Hot Organization en producir y en actuar para su evento Red Hot + Rhapsody.

### 2000-2011:Faith and Courage,Throw Down Your ArmsyTheology

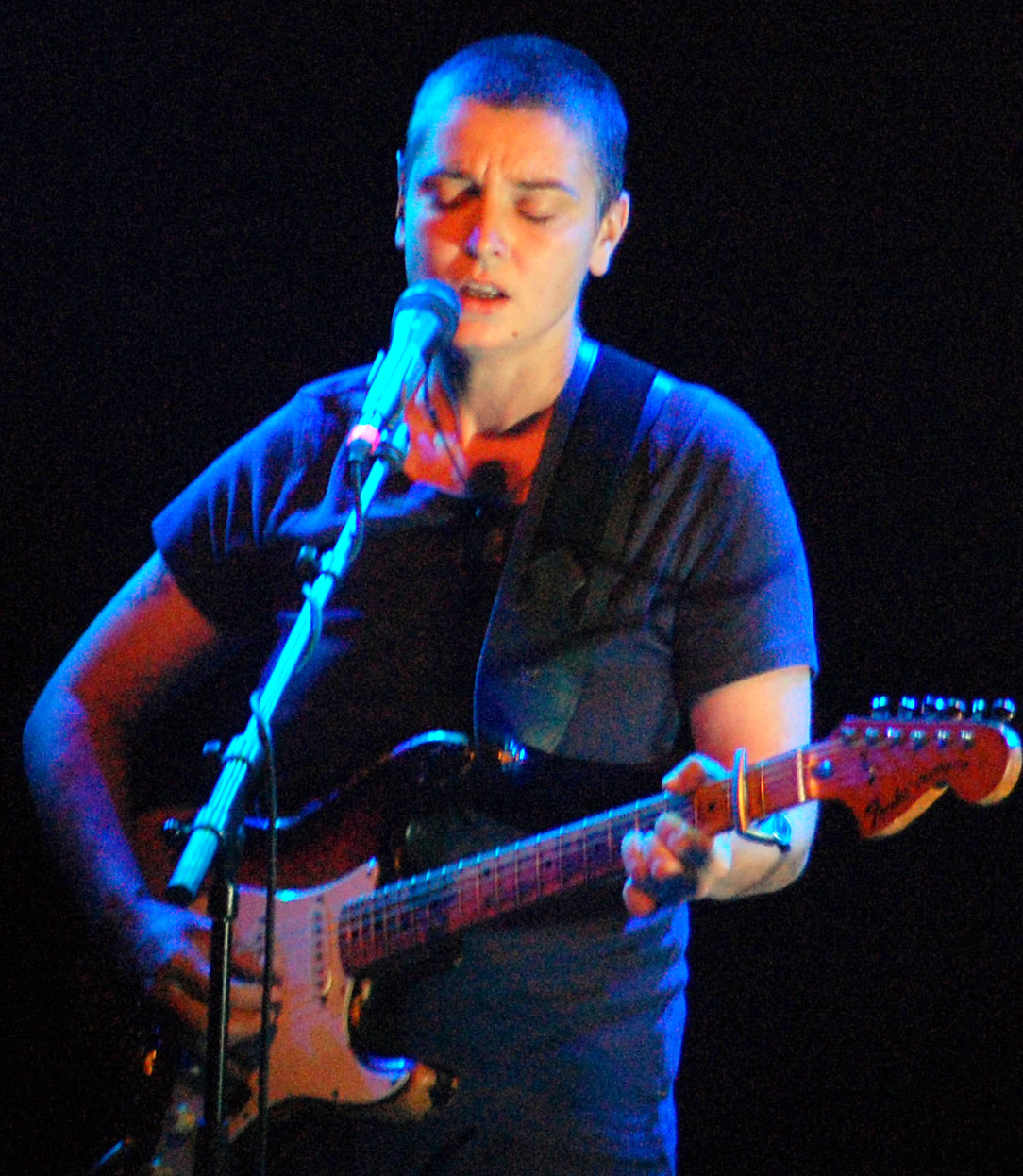
O'Connor en concierto, 2008

Faith and Courage, su sexto álbum, fue lanzado en 2000, incluyendo el sencillo "No Man's Woman", y destacó las contribuciones de Wyclef Jean de los Fugees y Dave Stewart de Eurythmics. En vísperas del lanzamiento del disco, O'Connor declaró que era lesbiana y luego se retractó de la declaración.
En su álbum de 2002, Sean-Nós Nua, O'Connor interpreta canciones folk tradicional irlandesa, incluyendo varias en lengua irlandesa; el título en irlandés significa "viejo nuevo estilo". En este disco se incluye una conocida canción popular irlandesa, "Peggy Gordon", interpretada como una canción de amor lésbico, en vez de heterosexual. En su documental, Song of Hearts Desire, dijo que su inspiración para la canción fue una amiga, una lesbiana que cantó la canción para lamentar la pérdida de su compañera.
En 2003, contribuyó a una pista de Dolly Parton ("Dagger Through the Heart") para el disco homenaje Just Because I'm a Woman. Ese mismo año, también publicó un álbum doble, She Who Dwells in the Secret Place of the Most High Shall Abide Under the Shadow of the Almighty. El álbum contenía un disco de demos y temas inéditos y un disco en vivo de un concierto de la grabación. Directamente después del lanzamiento del álbum, O'Connor anunció su retiro de la música.
Collaborations, un álbum de invitados, se dio a conocer en 2005 con pistas grabadas con Peter Gabriel, Massive Attack, Moby, Bomb The Bass, The Edge, U2, y The The. Numerosas otras colaboraciones a lo largo de su carrera aún no se han compilado.
Recientemente, después de un breve período de inactividad y de lidiar con fibromialgia, O'Connor afirmó en una entrevista que su intención era la de retirarse de las corrientes comerciales más populares de la música pop/rock, y después decidió adentrarse en otros estilos musicales. The reggae album Throw Down Your Arms appeared in late 2005. El álbum de reggae Throw Down Your Arms apareció a fines de 2005 y fue recibido con muchos comentarios entusiastas, las críticas lo consideraron uno de los mejores álbumes de Sinéad. Se basa en la cultura y el estilo de vida rastafari, por lo que Sinéad pasó un tiempo en Jamaica en 2004. Interpretó "Throw Down Your Arms" en el Late Show, en noviembre. También hizo comentarios críticos de la guerra en Irak.
El 8 de noviembre de 2006, O'Connor interpretó siete canciones de su próximo álbum Theology en The Sugar Club en Dublín. Treinta aficionados tuvieron la oportunidad de ganar entradas para asistir junto con de los críticos de la industria de la música, donde el disco fue muy bien recibido. La actuación fue grabada y filmada para la futura versión de su página web.
El 18 de junio de 2007 es lanzado Theology. El álbum consta de dos discos: el acústico "Dublin Sessions" y el pleno "London Sessions". Este incluye una colección de canciones tanto originales como tradicionales de la tradición espiritual Rastafari. El primer sencillo es la canción clásica "I Don't Know How to Love Him" de la obra Jesucristo Superestrella, de Rice/Lloyd Webber, interpretada en la versión cinematográfica por Yvonne Elliman.
Recientemente, O'Connor escribió y grabó dos canciones para bandas sonoras: "Back Where You Belong" para The Water Horse: Legend of the Deep y "A New Born Child", para la película francesa Le Premier Cri.
O'Connor fue nominada en la categoría "Mejor mujer irlandesa" en los Meteor Awards 2008 celebrado en Irlanda. También colaboró con la banda irlandesa de funk rock Republic Of Loose en una versión de We People (Who Are Darker Than Blue) de Curtis Mayfield. Interpretaron la canción en los Meteor Awards el 15 de febrero de 2008.
O'Connor publicó dos canciones de su álbum Theology que podían descargarse gratis de su página web: "If You Had a Vineyard" and "Jeremiah (Something Beautiful)". El álbum, una colección de versiones y canciones originales espirituales Rastafaris, se publicó en junio de 2007. El primer sencillo del álbum, el Rice/Lloyd Webber clásico "I Don't Know How to Love Him", se publicó el 30 de abril de 2007.
Para promocionar el álbum, O'Connor realizó una gira exclusivamente por Europa y Norteamérica. También colaboró en dos temas del nuevo disco de Ian Brown The World Is Yours, incluyendo el sencillo antibélico "Illegal Attacks".
Realizó una gira por Europa durante 2008, tocando principalmente material de Theology de manera íntima y acústica. Tocó también "Troy" en vivo por primera vez desde 1990, junto con "Nothing Compares 2 U" y "Dark I Am Yet Lovely" como parte de los conciertos de Night of the Proms en Amberes, Bélgica.

### 2012-2023:How About I Be Me (And You Be You?)yI'm Not Bossy, I'm the Boss

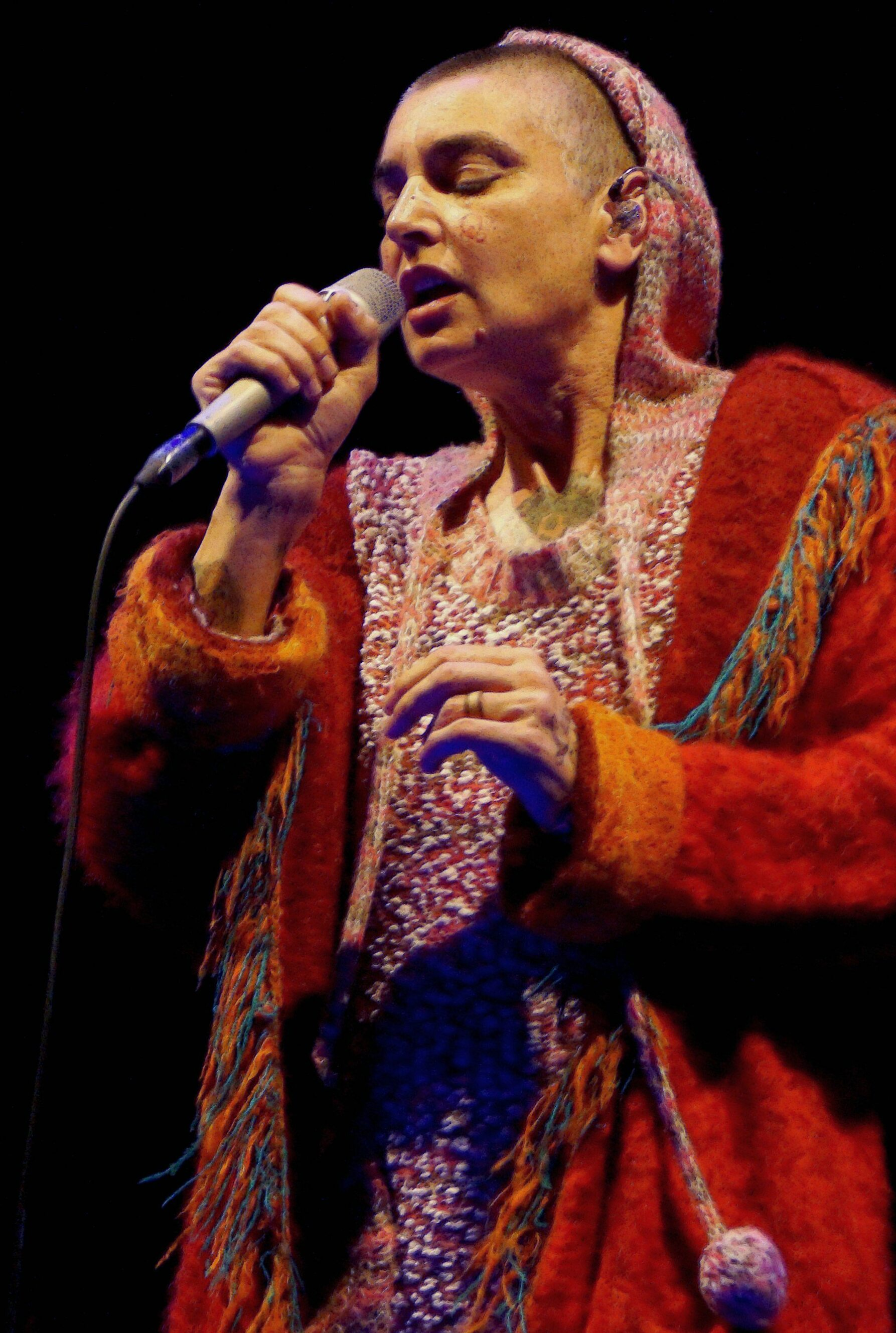
O'Connor cantando en el Festival de Música de Ramsbottom en 2013

El 2 de marzo de 2012 en Irlanda y el 5 de marzo del mismo año en Reino Unido, O´Connor lanzó su álbum How about I be me (and you be you)?, con el que vuelve a la música pop/mainstream, que había dejado de lado desde Faith and Courage de 2000. Fue producido por John Reynolds, y que varía entre los géneros de música de Jamaica, electrónica, la balada o la canción de autor, con marcada presencia de guitarra. El primer sencillo "The Wolf Is Getting Married" incorpora la versión de "Queen of Denmark", del cantante estadounidense John Grant. Durante su primera semana, alcanzó el puesto 5º en la lista de éxitos de Irlanda, el puesto 7º en UK Indie Albums Chart y 20º en US Alternative Albums.
En febrero de 2014, se reveló que O'Connor había estado grabando un nuevo álbum de material original, titulado The Vishnu Room, que constaba de canciones románticas de amor. A principios de junio de 2014, el nuevo álbum pasó a titularse I'm Not Bossy, I'm the Boss, con fecha de lanzamiento el 11 de agosto. El título deriva de la campaña Ban Bossy que tuvo lugar a principios de ese mismo año. El primer sencillo del álbum se tituló: "Take Me to Church".
En noviembre de 2014, Simon Napier-Bell y Björn de Water asumieron la dirección de O'Connor. El 15 de noviembre, O'Connor se unió al acto benéfico Band Aid 30 junto con otros actos de pop británico e irlandés, grabando una nueva versión de la canción "Do They Know It's Christmas?" en Sarm West Studios en Notting Hill, Londres, para recaudar fondos para la epidemia del virus del Ébola en África Occidental.
En septiembre de 2019, actuó en vivo por primera vez en cinco años, cantando "Nothing Compares 2 U" con la Irish Chamber Orchestra en The Late Late Show de RTÉ. O'Connor lanzó una versión de "Trouble of the World" de Mahalia Jackson en octubre de 2020, y las ganancias del sencillo se destinaron a organizaciones benéficas apoyando el movimiento Black Lives Matter.
O'Connor publicó su autobiografía, Rememberings o Remembranzas, escenas de una vida complicada, el 1 de junio de 2021 con críticas positivas y figura entre los mejores libros del año en BBC Culture. Está dividido en tres partes: en la primera repasa su infancia y cuenta sobre su familia, en la segunda narra su vida musical hasta 1992 y en la última cuenta las historias detrás de cada álbum. También dedica varias páginas a sus afectos.
Además, anunció su siguiente álbum, No Veteran Dies Alone, sería el último y que se retiraría de la música.  Sin embargo, se retractó de la declaración días después y anunció una gira programada para 2022. Debido al fallecimiento de su hijo, O'Connor canceló su gira y el álbum fue pospuesto indefinidamente. Según el productor David Holmes, en el momento de la muerte de O'Connor en 2023, el álbum estaba completo excepto por una canción.
En febrero de 2023, O'Connor compartió una versión de "The Skye Boat Song", una adaptación escocesa del siglo XIX de una canción gaélica de 1782, para la serie de televisión Outlander.

### Muerte
El 26 de julio de 2023, medios de comunicación irlandeses anunciaron el fallecimiento de la cantante a los 56 años de edad. O'Connor fue encontrada inconsciente en su apartamento en Herne Hill, al sur de Londres. No se informó una causa de muerte. Al día siguiente, la Policía Metropolitana señaló que la muerte de O'Connor no estaba siendo tratada como sospechosa. El 28 de julio, el forense de Londres dijo que la fecha de su muerte aún se desconocía. En enero de 2024 se confirmaron las causas naturales de su fallecimiento. Su fecha de muerte fue marcada como el 26 de julio tras su entierro en el cementerio Dean's Grange el 8 de agosto, fecha en que también se hizo un funeral privado en Bray, condado de Wicklow el cual contó con la presencia del presidente de Irlanda, Michael D. Higgins. La familia de O'Connor invitó al público a presentar sus respetos en el paseo marítimo donde pasó el cortejo fúnebre. Miles de personas asistieron con carteles y mensajes de afecto.

## Vida personal

### Matrimonios e hijos
O'Connor estuvo casada cuatro veces. Su primer matrimonio fue con John Reynolds, productor y músico que ha coproducido algunos de sus discos, como Universal Mother. Se divorciaron en buenos términos, y continuaron trabajando juntos. Su segundo matrimonio fue con el periodista Nicolás Sommerlad en 2002. El tercer matrimonio fue con el guitarrista y productor de música irlandesa Steve Cooney. El último, con Barry Herridge, un terapeuta especializado en desintoxicaciones de drogas, se celebró en Las Vegas y solo duró dieciséis días.
Tuvo cuatro hijos: Jake Reynolds, con su primer esposo; Róisín Waters, con John Waters, columnista de The Irish Times; Shane, hijo de Dónal Lunny, músico folk y productor irlandés, y Yeshua Francis Neil, nacido el 19 de diciembre de 2006, hijo de su expareja Frank Bonadio. O'Connor anunció formalmente a Paul Martin, en el Daily Mirror irlandés, que los dos habían terminado el 17 de febrero de 2007, debido a dificultades entre Bonadio y su exesposa, la cantante Mary Coughlan.
El 6 de enero de 2022 la cantante anunció la desaparición de su hijo Shane O’Connor, de 17 años, quien se encontraba internado en un hospital por riesgo de suicidio. Dos días después se confirmó la muerte del joven después de la aparición de su cuerpo.

### Otras relaciones y sexualidad
También salió con Anthony Kiedis, cantante de Red Hot Chili Peppers. La canción de la banda «I Could Have Lied» fue escrita acerca de su repentina ruptura con ella.
En una entrevista en 2000, O'Connor declaró que era lesbiana: «Soy lesbiana... pero no he sido muy abierta al respecto y he salido con chicos toda mi vida porque no me sentía necesariamente cómoda siendo una gran mula lesbiana... Pero sí, soy lesbiana». Sin embargo, poco después, en entrevista con el periódico The Independent, afirmó: «Creo que estaba sobrecompensando al declararme lesbiana. No fue un truco publicitario. Estaba tratando de hacer sentir bien a otra persona, y me hice, por lo tanto, daño a mí misma». En un artículo de revista y en un programa en RTÉ (Ryan Confidential, presentación en RTÉ el 29 de mayo de 2003), afirmó que, aunque la mayor parte de sus relaciones sexuales han sido con hombres, ha tenido tres relaciones con mujeres. En un número de mayo de 2005 de Entertainment Weekly declaró: «Soy 3/4 heterosexual, 1/4 gay. Me inclino más por los chicos peludos».

### Religión
A finales de la década de 1990, el obispo cismático de un grupo independiente de la Iglesia Católica realiza la ceremonia de ordenación sacerdotal de O'Connor. La Iglesia católica considera que la ordenación de la mujer es imposible, y que una persona que simula el sacramento de la ordenación incurre en excomunión.  El obispo se puso en contacto después de su ordenación para ofrecer una aparición en Late Show, en el que le dijo el presentador, Gay Byrne, que si ella no hubiera sido una cantante, le habría gustado ser sacerdotisa católica. Después de su ordenación, indicó que deseaba que se la denominara Madre Bernadette Mary.
En 2003 anunció que iba a salir de la industria de la música y que iba a formarse para ser una catequista. En 2005 actuó en el Madison Square Garden en los Jammy Awards y anunció planes para lanzar un álbum con influencias reggae, Throw Down Your Arms, en octubre de 2005. Noticias de Radio ABC, anunciando su nuevo álbum, informó que ella había encontrado consuelo en la fe rastafari, la religión y que "salvó su vida." En una entrevista en 2005 que le hizo el artista de reggae Burning Spear para la revista de Andy Warhol, informó que su misión es "rescatar a Dios de la religión." En 2007, reveló que ella se consideraba cristiana.
El 26 de marzo de 2010, O'Connor apareció en Anderson Cooper 360° de CNN para hablar sobre el escándalo de abuso sexual católico en Irlanda. Tatiana Kavelka escribió sobre la obra cristiana posterior de O'Connor, describiéndola como "teológicamente cargada pero poco ortodoxa, orientada hacia el diálogo interreligioso y aquellos en los márgenes". En agosto de 2018, a través de una carta abierta, pidió al Papa Francisco que le emitiera un certificado de excomunión, como también había pedido al Papa Benedicto XVI y al Papa Juan Pablo II.
En 2018 anunció su conversión al islam. La ceremonia fue dirigida en Irlanda por el teólogo islámico sunita Shaykh Umar Al-Qadri. También cambió su nombre a Shuhada' Davitt. En un mensaje en Twitter, agradeció a sus compañeros musulmanes por su apoyo y subió un vídeo de ella misma recitando el adhan, el llamado islámico a la oración. También publicó fotografías de ella misma usando un hiyab. Más tarde cambió su apellido de Davitt a Sadaqat.

### Salud
En 2003 le fue diagnosticado trastorno bipolar, la causa de su personalidad desequilibrada. El 29 de noviembre de 2015 fue salvada por la policía de un intento de suicidio tras publicar un mensaje de despedida en su página de Facebook, en el que anunciaba que había tomado una «sobredosis».
El 14 de febrero de 2016 vuelve a amenazar con quitarse la vida dejando este mensaje en Facebook:

Well as always, the pathological liar and serial child abandoning, chronic alcoholic Donal Lunny has not only made sure I can never return to Ireland or my children, but that my death one day by suicide is inevitable (he's always been pushing for that). And here's why I've finally made my mind up to do it when I've sorted legal affairs so my kids will be looked after (Donal drinks the money see, then shoves the kids into foster care. So I'll have to make sure things are sorted or else who knows who will be having sex with them against their will in the HSE. My Eldest kids will take the youngest and Donal can drop dead) I've secretly understood for years that this matter of stigma and abuse in Ireland toward those perceived as mentally ill (which ironically is usually perpetrated and perpetuated by certifiably psychotic mysoginist, mother hating, abandoning bullies such as ol Pinnochio (Lunny) and my 29 yr old son Jake, whom as a feminist I'm officially ashamed to admit I birthed) will only end when it causes the suicide of someone of my stature, After I die, behavior such as that of Lunny and that bully of a so called 'man' I gave birth to will NEVER happen again.
...Bien como siempre, el mentiroso patológico y abandona-niños en serie, el alcohólico crónico Donal Lunny no sólo se aseguró de que nunca pudiera regresar a Irlanda ni a mis hijos, sino de que mi muerte un día por suicidio fuera inevitable (siempre ha estado presionando para ello). Y por eso es por lo que finalmente me decidí a hacerlo cuando haya ordenado los asuntos legales para que mis hijos sean atendidos (Donal se bebe el dinero, y luego empuja a los niños en casas de adopción. Así que voy a tener que asegurarme de que las cosas estén ordenadas o quién sabe quién tendrá relaciones sexuales con ellos contra su voluntad en el HSE [Sistema Social Público del Reino Unido]. Mis hijos mayores se llevarán al más joven y Donal puede reventar.) He comprendido secretamente durante años que este asunto de estigma y abuso en Irlanda hacia aquellos que se perciben como enfermos mentales (lo que irónicamente suele ser perpetrado y perpetuado por misóginos psicopatológicos certificables, odia-madres, matones irresponsables como Pinocho (Lunny) y mi hijo de 29 años Jake, a quien, como feminista, oficialmente me avergüenza admitir que he dado a luz) sólo terminará cuando sea causa del suicidio de alguien de mi altura, después de morir, comportamientos como el de Lunny y el de ese matón que se hace llamar "hombre" al que di a luz NUNCA sucederán de nuevo...

El 3 de agosto de 2017 publicó un video en su cuenta en Facebook en el que aseguró tener pensamientos suicidas al estar sola en un motel en Nueva Jersey, Estados Unidos.
El video se hizo viral y alarmó a la opinión pública por el estado en el que la cantante se encontraba al momento de realizar la grabación. 
«Sé que soy una de las millones de personas en el mundo que están exactamente igual que yo. Otros no tienen necesariamente los recursos que yo tengo, en el corazón o en el bolso», dijo en el video. «La enfermedad mental es como las drogas, no le importa nada quién seas», añadió O'Connor quien aseguró encontrarse en una lucha constante contra la depresión producto de su soledad.
Aun así, a las 23:49 GMT del 7 de agosto del mismo año, un mensaje publicado en la misma cuenta de Facebook dio detalles sobre el estado de la intérprete: «Hola a todos, estoy publicando a petición de O'Connor para aclarar a todos los que la aman que está a salvo y que no es suicida. Está rodeada de amor y recibe el mejor de los cuidados» comentó la fuente sin revelar mayores detalles sobre su identidad.

### Ideas políticas y otras controversias
O'Connor era un firme partidaria de una Irlanda unida y pidió al partido republicano de izquierda de Sinn Féin que fuera "más valiente". O'Connor pidió la "demolición" de la República de Irlanda y su sustitución por un país nuevo y unido. También pidió que políticos clave del Sinn Féin como Gerry Adams dimitieran porque "recuerdan a la gente la violencia", en referencia a los disturbios.
Concierto en el Garden State Arts Center
El 24 de agosto de 1990, O'Connor había previsto llevar a cabo un concierto en el entonces Garden State Arts Center (ahora Banco PNC) en Holmdel, Nueva Jersey, Estados Unidos. La práctica de la sede era reproducir una grabación del Himno Nacional de los Estados Unidos antes del concierto. Sinéad dijo que no sabía nada de esto hasta poco antes de que estuviese a punto de comenzar; entonces se negó a cantar si se tocaba el himno.[cita requerida]
O'Connor dijo que tenía una política de que no poner himnos nacionales de cualquier país antes de sus conciertos, al explicar que suelen interpretarse durante las guerras y eran diatribas nacionalistas. Señaló que lo entiende como que "no es una falta de respeto", pero agregó: "no voy a ir al escenario después del himno nacional de un país que impone la censura sobre los artistas. Es hipócrita y racista".[cita requerida]
Polémica en Saturday Night Live
La carrera de O´Connor recibió un golpe importante - sobre todo en los Estados Unidos - el 3 de octubre de 1992, cuando apareció en Saturday Night Live como invitada musical, durante un episodio de la temporada 18 (temporada 1992-1993), conducido por Tim Robbins. Ella cantó a capela la canción "War" de Bob Marley, que pretendía ser una protesta por los abusos sexuales cometidos por sacerdotes de la Iglesia católica, cambiando la palabra "racismo" por "abuso de menores". Luego presentó una foto del papa Juan Pablo II a la cámara mientras cantaba la palabra "evil" (maldad); después de romper la foto en trozos, pronunció la frase "lucha contra el verdadero enemigo" (fight the real enemy) y arrojó los pedazos hacia la cámara. Casi de inmediato, los teléfonos de la NBC se saturaron con miles de quejas.
La reacción a la acción de O'Connor fue rápida. En los medios de comunicación se causó una conmoción, siendo abucheada numerosas veces para que se retirara de escenarios. También hubo numerosas quemas y destrucciones públicas de sus discos, así como muchas estaciones de radio que se negaron a transmitir sus canciones. Todavía hasta 2008, la NBC se ha negado a repetir la secuencia donde la cantante rompe la foto del papa, únicamente refiriéndose al hecho y colocando otra secuencia en su lugar (donde Sinéad muestra una foto de un niño africano desnutrido y luego abandona el escenario); de todos modos, la secuencia está disponible en el volumen 4 del DVD Saturday Night Live, 25 Years of Music, con una introducción de Lorne Michaels.
Como una disculpa para los televidentes, durante el monólogo de apertura de la siguiente semana, el actor Joe Pesci mostró una foto del Papa, diciendo que la había pegado con cinta adhesiva. También explicó que, si hubiera sido en su show, "le habría dado una gran bofetada".
Esta acción de O'Connor también ha sido motivo de parodias posteriormente. En 1993, Madonna se presentó en este mismo programa, en un episodio conducido por Harvey Keitel, interpretó "Bad Girl" y, al final de su presentación, mostró una foto de Joey Buttafuoco, diciendo, al igual que O'Connor, "lucha contra el verdadero enemigo" y la rompió en pedazos.
El 22 de septiembre de 1997,O'Connor fue entrevistada por el semanario italiano Vita. En la entrevista le pidió al Papa que la perdonara. Dijo que romper la foto fue un acto ridículo, el gesto de una chica rebelde. Afirmó entonces haberlo hecho "porque estaba en rebelión contra la fe, pero la fe aún está conmigo"; también citó a San Agustín, diciendo "la ira es el primer paso hacia el coraje".
Sin embargo, O'Connor no se arrepintió de sus acciones. En una entrevista con Salon.com en 2002, en momentos en que ya había muchas más denuncias de abuso sexual de menores por parte de curas,[cita requerida] le preguntaron si cambiaría algo de su aparición en Saturday Night Live, a lo que contestó: "¡Por supuesto que no!".
The 30th Anniversary Concert CelebrationConcierto homenaje a Bob Dylan
Dos semanas después del incidente en Saturday Night Live, el 16 de octubre de 1992, O'Connor participó en el The 30th Anniversary Concert Celebration, como tributo a Bob Dylan, en el Madison Square Garden, donde se supone que cantaría "I believe in you". El público la recibió abucheando por varios minutos e impidiendo comenzar su presentación; Kris Kristofferson se le acercó y le dijo: "No permitas que los bastardos te depriman", a lo que ella respondió "No estoy deprimida".
El ruido era tal que O'Connor no pudo cantar la canción programada. Pidió a los músicos que se detuvieran y que subieran el volumen del micrófono y, en lugar de cantar, O'Connor se puso a gritar su versión de "War" (de Bob Marley), cortando la canción justo después de cuando ésta habla sobre el abuso a menores, para enfatizar lo que quiso dar a entender en la anterior presentación. Después, dio unos pasos al frente, miró hacia el público unos segundos y dejó el escenario. Kristofferson la consoló, mientras ella comenzó a llorar.

## Legado

### Tributos
La cantante y compositora estadounidense Phoebe Bridgers escribió un tributo a O'Connor en la revista Rolling Stone, elogiando su integridad. Celebridades como Glenn Close, Janelle Monáe, Patton Oswalt, Jamie Lee Curtis, Tori Amos, Bear McCreary, Public Enemy, Amanda Palmer y Toni Collette publicaron sus condolencias en redes sociales. El cantante Morrissey escribió un mensaje criticando la reacción de ejecutivos y celebridades, donde dijo: "La elogias ahora solo porque es demasiado tarde. No tuviste las agallas para apoyarla cuando estaba viva y te estaba buscando".
El 9 de enero de 2024, se anunció que el 20 de marzo se llevaría a cabo un concierto tributo a O'Connor y a Shane MacGowan de The Pogues, quien también falleció en 2023, en el Carnegie Hall de la ciudad de Nueva York.
El 4 de febrero de 2024, la cantante y activista escocesa Annie Lennox rindió homenaje a O'Connor interpretando "Nothing Compares 2 U" durante el segmento In Memoriam de la 66ª edición anual de los premios Grammy. Durante la actuación, le pintaron una lágrima en la mejilla en homenaje a una escena similar en el vídeo musical de la canción. Estaba acompañada por Wendy & Lisa. Lennox terminó la actuación pidiendo un alto al fuego del asedio israelí en Gaza y "paz en el mundo", lo que también fue visto como un tributo a la franqueza política de O'Connor. En marzo de 2024, se anunció una muñeca Bratz a imagen de O'Connor, para conmemorar el Mes de la Historia de la Mujer.

### Logros
A lo largo de su carrera, O' Connor cosechó un Premio Grammy de sus ocho nominaciones al mejor álbum de música alternativa por I Do Not Want What I Haven't Got (1990); un Premio Brit y tres Premios MTV Music Awards por el sencillo Nothing Compares 2 U; así como dos nominaciones al Premio Globo de Oro a la mejor canción original en 1994 y 2012. En 2024, a título posterior fue nominada para formar parte del Salón de la Fama del Rock pero finalmente no fue incluida.

## Discografía
- 1987: The Lion and the Cobra
- 1990: I Do Not Want What I Haven't Got
- 1992: Am I Not Your Girl?
- 1994: Universal Mother
- 2000: Faith and Courage
- 2002: Sean-Nós Nua
- 2005: Throw Down Your Arms
- 2007: Theology
- 2012: How About I Be Me (And You Be You?)
- 2014: I'm Not Bossy, I'm the Boss

## Filmografía
| Año  | Trabajo                          | Papel                | Notas                       |
| ---- | -------------------------------- | -------------------- | --------------------------- |
| 1990 | Hush-a-Bye Baby                  | Sinéad               | también composición y guion |
| 1991 | The Ghosts of Oxford Street      | Ann de Oxford Street | Película para televisión    |
| 1992 | Emily Brontë's Wuthering Heights | Emily Brontë         | sin acreditar               |
| 1997 | The Butcher Boy                  | Virgen María         | Película                    |
| 2007 | 100 Greatest Songs of the 90s    | Ella misma           | miniserie                   |
| 2022 | Nothing Compares                 | Ella misma (voz)     | Película documental         |